# Édouard Tissot (avocat)
Cet article concerne Me Édouard Tissot (1863-1946), avocat, conseiller communal, président du Tribunal de district et Président de la Fédération horlogère suisse. Pour les autres significations, voir Édouard Tissot (homonymie).
Pour les articles homonymes, voir Tissot.
Édouard Tissot, né le 27 février 1863 à La Sagne et mort le 5 juillet 1946 à Neuchâtel, est un juge et une personnalité politique suisse du canton de Neuchâtel, qui a œuvré pour l'horlogerie suisse au sein de la Fédération horlogère suisse.

## Biographie
Né à la Sagne le 27 février 1863, Édouard Tissot fréquente l'école primaire de la Sagne, puis l'école secondaire de Colombier et d'Aarau.
Ayant fait son droit à l'Académie de Neuchâtel, Édouard Tissot est reçu avocat le 16 juin 1886, puis notaire le 8 mars 1887. Il pratique le barreau et le notariat pendant 2 années au Locle, puis pendant 2 années à La Chaux-de-Fonds.
Il décède à Neuchâtel le 5 juillet 1946, à l'âge de 82 ans.

### Parcours politique
Élu le 10 juin 1891 au Conseil communal (exécutif) de la Chaux-de-Fonds, Édouard Tissot y officie de 1891 à 1911. Il y occupe le dicastère de Police et le secrétariat. Il est responsable à partir du 21 novembre 1895 conjointement du secrétariat du Conseil et du dicastère de Police,.
En ces 20 années au Conseil communal, il réorganise la police communale, intègre Les Éplatures dans la commune de La Chaux-de-Fonds, crée l'orphelinat communal, construit les abattoirs et le crématoire. Il réorganise à la Chaux-de-Fonds l'enseignement de l'École d'Art et de l'École d'horlogerie,.

### Autres mandats
Institué président du Tribunal de district de la Chaux-de-Fonds par le Grand Conseil en novembre 1911, il occupe ce poste de 1911 à 1917.
Le 24 novembre 1917, il est nommé secrétaire général de la Chambre suisse de l'horlogerie. En 1923, après le décès du conseiller national Paul Mosimann, il en est nommé président et assume cette charge jusqu'en 1935. Sous son impulsion, neuf associations patronales horlogères régionales se regroupent au niveau national pour fonder la Fédération des associations de fabricants d'horlogerie (FH) en 1924,.
Édouard Tissot fait également partie du Comité de surveillance de l'Office suisse d'expansion commerciale, du Conseil d'administration de la Foire de Bâle et de la Fiduciaire pour l'aide aux petits patrons de l'industrie horlogère. Il est en outre membre du Comité de direction de l'Information horlogère suisse,.
En 1935, il cède sa place de directeur à M. Rais et se retire en 1936 dans la commune de Neuchâtel, où il décède le 5 juillet 1946.

## Publications
- L'administration de la Commune de La Chaux-de-Fonds, Zurich, Orell Fussli, [1903], II, 92 p., 8°.
- Rapport présenté à l'assemblée générale de l'Union des villes suisses, réunie à Lugano le 7 octobre 1905, Commission chargée d'étudier la question du ravitaillement des villes suisses en bétail de boucherie et de la police sanitaire fédérale, Brugg, Effingerhof, 1905, II, 16 p., 8°.
- Les nouveaux abattoirs de La Chaux-de-Fonds : notice précédée de quelques considérations générales sur les abattoirs suisses. Brugg, Effingerhof, 1907.
- La crémation en Suisse, Société Neuchâteloise de Crémation, [Brugg] : [Effingerhof], 1914, 48 p., ill., 8°.
- La Crémation et la Jurisprudence en Suisse, Orell Füssli, Zürich, 1915, 34 p., 8°.
- L'industrie horlogère suisse, son histoire, son développement, sa situation actuelle et son avenir, Conférence ..., Bâle, Frobenius S.A., 1922., 23 p., ill., 4°.
- (avec Albert Amez-Droz), La Chambre suisse de l'horlogerie. Son histoire - son activité, [Lausanne] : [Secrétariat général de la Chambre suisse de l'Horlogerie], [1932], 47 p. ; 21x14 cm.